# Centeotl (cràter)
Centeotl és un cràter sobre la superfície del planeta nan Ceres, situat amb el sistema de coordenades planetocèntriques a 19.23 ° de latitud nord i 141.6 ° de longitud est. Fa un diàmetre de 6 km. El nom va ser fet oficial per la UAI el 16 de setembre del 2016 i fa referència a Centeotl, divinitat dels cultius de la mitologia asteca.